# Parachernes monteriacittatus
Espèce
Parachernes monteriacittatus est une espèce de pseudoscorpions de la famille des Chernetidae.

## Distribution
Cette espèce est endémique du département de Córdoba en Colombie. Elle se rencontre vers Montería.

## Description
La femelle holotype mesure 3,1 mm et les mâles de 1,9 à 2,3 mm.

## Étymologie
Son nom d'espèce lui a été donné en référence au lieu de sa découverte, Montería.

## Publication originale
- Bedoya-Roqueme, 2019 : « Pseudoscorpiones of the tribe Chemetini (Chemetidae) from the Colombian Caribbeannew species and an identification key. » Revista ibérica de aracnología, no 34, p. 21-40.